# Joseph Johann Achleitner
Joseph Johann Achleitner (23. listopadu 1791 Marbach an der Donau – 15. října 1828 Vídeň) byl rakouský varhaník a hudební skladatel.

## Život
Joseph Johann Achleitner se narodil jako syn učitele v Marbachu an der Donau. V letech 1811–1818 byl varhaníkem v katedrále svatého Štěpána ve Vídni. Později působil ve Vídni jako učitel hudby.

## Dílo
Zkomponoval requiem ve raně romantickém stylu a několik drobnějších chrámových skladeb.